# Derek Briggs
Pour les articles homonymes, voir Briggs.
Derek Ernest Gilmor Briggs (né le 10 janvier 1950) est un paléontologue et taphonomiste irlandais enseignant à l’université Yale aux États-Unis. Briggs est l’un des trois paléontologues, avec Harry Blackmore Whittington et Simon Conway Morris, à la base de la réinterprétation des fossiles des schistes de Burgess. Titulaire de la chaire de Géologie et Géophysique « G. Evelyn Hutchinson » à Yale, il est également ancien directeur du muséum d'histoire naturelle Peabody et toujours conservateur du département Paléontologie des invertébrés dans ce même musée,,,,,,,,,,.

## Formation
Briggs se forme au Trinity College à Dublin où il obtient en 1972 un baccalauréat universitaire en lettres (Bachelor of Arts) en géologie. Il poursuit ses études en Grande-Bretagne à l’université de Cambridge où il est amené à travailler sous la supervision du paléontologue britannique Harry Blackmore Whittington. Il obtient son doctorat (PhD) en 1976, sa thèse portant sur « Les Arthropodes des schistes de Burgess, Cambrien moyen, Canada ».

## Carrière universitaire
Alors qu’il étudie à l’université de Cambridge, Derek Briggs travaille — de conserve avec un autre étudiant, Simon Conway Morris, et sous la supervision de Harry Whittington — sur des fossiles du Cambrien moyen extraits des schistes de Burgess en Colombie-Britannique, étudiant une faune du Paléozoïque extraordinairement bien préservée. Le projet des schistes de Burgess devient peu à peu l’un des travaux les plus importants de la paléontologie de la fin du XXe siècle. Le 1er juillet 2008, Briggs prend la direction du muséum d'histoire naturelle Peabody, qu’il assure jusqu’en 2014.

## Publications
- (en) Briggs D.E.G., Clarkson E.N.K. & Aldridge R.J., 1983. The conodont animal. Lethaia, Volume 16, Issue 1 (January 1983), Pages 1-14, DOI 10.1111/j.1502-3931.1983.tb01993.x.
- (en) Aldridge R.J., Briggs D.E.G., Smith M.P., Clarkson E.N.K. & Clark D.L., 1993. The anatomy of conodonts. Trans. R. Soc. Lond., 340, 405-421.